# Agoixevka
Agoixevka - Агошевка (rus) - és un poble de l'óblast de Bélgorod, a Rússia. El 2010 tenia 106 habitants. Pertany al districte (raion) de Valuiki.